# Павільйон Культури
Павільйон Культури — це кураторська інституція, заснована навесні 2020 року незалежними продюсерами, архітекторами, кураторами та художниками, а саме: Віктором Глущенко, Марією Ланько, Лізаветою Герман, Іриною Мірошниковою, Олексієм Петровим, Ольгою Балашовою та Сашею Андрусик. Павільйон Культури працює на перетині сучасного візуального мистецтва, нової музики та архітектури.

## Павільйон 13
Головним приміщенням Павільйону Культури є Павільйон 13 (ВДНГ). Будівля павільйону 13 була спроєктована з метою прославлення експлуатації природних ресурсів і величі гірничої справи, важливої частини економіки Української радянської республіки 1950-х років. Таким чином, павільйон «Вугілля» був створений як повнорозмірний макет вугільної шахти: підземна частина містила штольні (шахтні проходи) та зразки гірничого обладнання, а надземна частина демонструвала вхід у шахту, вентиляцію стовбура. У 1967 році підземна частина залишилася як макет шахти, а верхня частина була замінена павільйоном № 13.

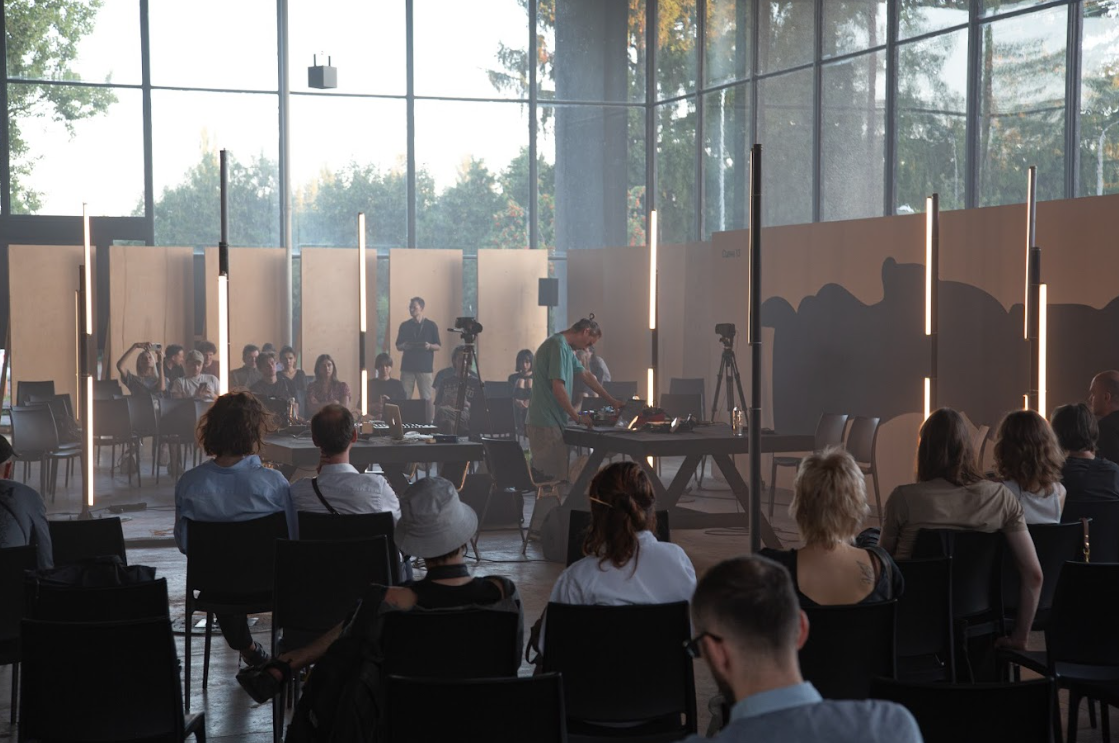
Сцена 13, автор фото: Саша Курмаз

З 2022 року шахта павільйону 13 функціонує як укриття під час російських бомбардувань.

## Вибрані проєкти

### Корисні Копалини (2021)
Проєкт присвячений трьом сучасним операм, представленим УХО у 2016—2018 роках, і базується на відеозаписах та декораціях із трьох опер: «Лімбо» Стефано Джервазоні (2016), "Хліб. сіль «Пісок» Карміне Челла (2017; на замовлення УХО) і «Моє зрадливе світло» Сальваторе Чарріно (2018). Опери, поставлені за участю провідних європейських солістів, музикантів ансамблю «Ухо» та сучасних українських артистів, стали першими сучасними операми на головній оперній сцені країни. «Корисні копалини» перетворили лінійні наративи цих опер у нелінійне виставкове середовище, що складалося з відеозаписів опер, аудіовізуальних інсталяцій та арт-об'єктів. Виставка присвячена особливостям оперних постановок, які важко побачити із залу під час театральної вистави.

### Український павільйон на 18-й міжнародній архітектурній виставці La Biennale di Venezia (2023)
За майже десять років Україна вперше представила власний павільйон на Biennale Architettura 2023 під назвою «Before the Future» (Перед майбутнім). Кураторами павільйону виступили співзасновники Павільйону культури Олексій Петров й Ірина Мірошникова, а також Борис Філоненко.
Тема павільйону — «Before the Future» (Перед майбутнім) була відповіддю на загальну тему 18-ої Бієнале архітектури — «The Laboratory Of The Future» (Лабораторія майбутнього). Понад тридцять учасників зі сфер архітектури, мистецтва, соціології, екології, політики та антропології співпрацювали у межах п'яти проєктів: deconstructed, What cannot be lost, The Beauty of Care, 30 %, March on.  

### Мала читальня
Окремим проєктом Павільйону культури є бібліотека архітектурного та мистецького спрямування Мала читальня, започаткована у тісній співпраці з архітектурним офісом ФОРМА. Бібліотека працює у форматі двомісячних дослідницьких резиденцій, орієнтованих на студентів, молодих спеціалістів та тих, хто цікавиться глибшим розумінням архітектури. Колекція Малої читальні містить професійну архітектурну періодику, академічні видання, каталоги виставок, книги з урбаністики, ландшафтного дизайну, незалежні публікації українською та англійською мовами. У колекції бібліотеки представлені такі видавництва як NAI010, Spector, MIT Press, El Croquis, Rizzolli, San Rocco, OASE тощо.